# Fortunaziano de Aquilea

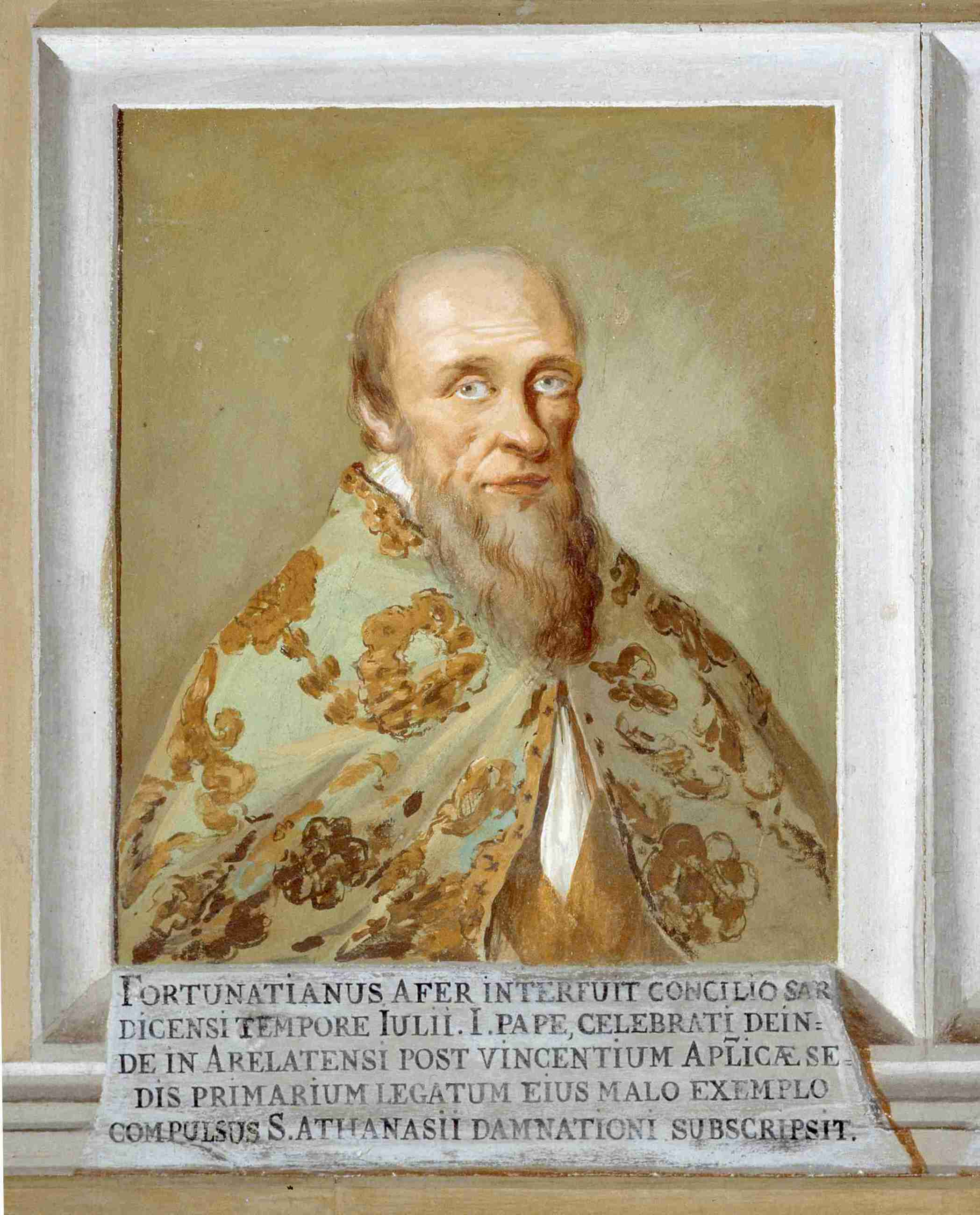
Fortunaziano de Aquilea, imagen.

Fortunaziano di Aquileia (¿? – 369) fue un obispo romano, obispo de Aquilea desde 342 a 369.
Fue elegido obispo en coincidencia con graves tumultos que estallaron en los edificios de culto aquilenses. En 343 participó del Concilio de Sárdica (antiguo nombre de la ciudad de Sofía) y firmó los actos finales contra los arrianos. En el 345 hospedó en Aquilea a Atanasio de Alejandría, defensor de la ortodoxia contra el arrianismo.
El mismo Papa Liberio manifestó agradecimiento y elogios hacia Fortunaziano en una carta dirigida a Eusebio de Vercelli.
En el 358, después de la muerte de Constante, Fortunaziano pasó al grupo de los anti-atanasianos, confirmando el credo arriano de Sirmio, junto con otros obispos.
El nombre de Fortunaziano está también vinculado a la ampliación de la Basílica de Aquilea.
San Jerónimo afirma que, para hacerse entender con su pueblo, Fortunaziano compuso un comentario sobre los Evangelios en lengua rústica. Esto es considerado por muchos el primer ejemplo del paso del latín al friulano.